# 荣军院桥
48°51′49″N 02°18′37″E / 48.86361°N 2.31028°E
荣军院桥（法語：Pont des Invalides）是一条穿过法國巴黎塞纳河的桥梁，是巴黎桥身最低的桥梁。